# Cesone Duilio Longo
Cesone Duilio Longo (fl. V secolo a.C.) fu decemviro nel 450 a.C..

## Decemvirato
Nel 450 a.C. fu eletto tra i decemviri per il secondo decemvirato, che sebbene arrivò a produrre quello per cui era stato istituito, ovvero la riforma dell'ordinamento romano attraverso la stesura delle Leggi delle XII tavole, si caratterizzò per una forte impronta antipopolare ed autoritaria, tanto che i dieci magistrati andarono oltre il mandato che fu loro conferito.
Allo scoppio delle ostilità contro Sabini ed Equi, Cesone, con i colleghi decemviri Lucio Minucio Esquilino Augurino, Tito Antonio Merenda, Marco Cornelio Maluginense e Marco Sergio Esquilino, fu mandato a condurre le operazioni contro gli Equi, che, come al solito, si svolsero sul monte Algido. Tra i propri soldati militava Lucio Verginio, padre ed assassino della figlia Verginia, futuro tribuno della plebe.
Nel 449 a.C., ristabilite le prerogative dei Tribuni della plebe dai consoli Lucio Valerio Potito e Marco Orazio Barbato, fu accusato dai tribuni per le azioni illegali adottate durante il decemvirato e per questo fu inviato in esilio, dopo che gli furono confiscati i propri beni.